# Heidelberger Tageblatt
Das Heidelberger Tageblatt war eine 1883 gegründete Tageszeitung (Ersterscheinung 1. Oktober 1883) für Heidelberg und das Umland, die zum 31. Dezember 1982 eingestellt wurde. Die Auflage lag zuletzt bei 20.000 Zeitungen am Tag. Sie gehörte zuletzt der Haas-Mediengruppe.

## Geschichte
Das Tageblatt wurde 1883 gegründet. Die Tageszeitung ging aus dem Heidelberger Generalanzeiger hervor. Noch 1933 erschienen in Heidelberg fünf lokale Tageszeitungen. Zwischen Mai 1937 und 1945 waren sie in der Volksgemeinschaft aufgegangen. Nach dem Zweiten Weltkrieg blieben von den ursprünglich fünf Tageszeitungen zwei übrig: die damals SPD-nahe Rhein-Neckar-Zeitung und das kleinere konservative Heidelberger Tageblatt, das zunächst teilweise und 1968 vollständig in den Besitz der Haas-Gruppe überging. Diesem Verlagshaus gehört u. a. die Mannheimer Morgen Großdruckerei und Verlag GmbH.

## Profil
In den 1960er Jahren, zur Zeit der Studentenrevolte, tauschten die beiden Lokalzeitungen ihre politische Position: Während die Rhein-Neckar-Zeitung nach rechts rückte und in die Nähe des „Rathaus-Journalismus'“ gerückt wurde, bemühte sich das Tageblatt um ein liberales Profil. Die Auflagenzahlen stiegen zwar langsam, konnten aber niemals an die der RNZ herankommen. Dass befähigte Journalisten beim Tageblatt arbeiteten zeigt zum Beispiel der Werdegang des Regionalleiters Dieter Wacker, der nach der Schließung des Tageblatts beim Südkurier Karriere machte.

## Erscheinungsgebiet
Das Tageblatt erschien zuletzt im Mantel des Mannheimer Morgen. Es unterhielt neben einer selbständigen Lokal- und Kulturredaktion in Heidelberg vier Außenredaktionen in Eberbach, Mosbach, Sinsheim und Wiesloch.

## Ende
Als kleine Flächenzeitung wurde bei der geringen Auflage defizitär gewirtschaftet. Das Tageblatt wurde letztlich nur noch als Abschreibungsobjekt von der Haas-Gruppe gehalten. Um in das damals in den Kinderschuhen steckende Privat- und Kabelfernsehen investieren zu können, wurde das Tageblatt von der Haas-Gruppe zum 31. Dezember 1982 eingestellt, nicht zuletzt auch, um gegenüber den starken Konkurrenzblättern Rheinpfalz und Stuttgarter Zeitung bestehen zu können.